# Lispocephala incompta
Lispocephala incompta är en tvåvingeart som beskrevs av Hardy 1981. Lispocephala incompta ingår i släktet Lispocephala och familjen husflugor. Inga underarter finns listade i Catalogue of Life.